# Ancistrogobius yanoi
Ancistrogobius yanoi är en fiskart som beskrevs av Shibukawa, Yoshino och Allen 2010. Ancistrogobius yanoi ingår i släktet Ancistrogobius och familjen smörbultsfiskar. Inga underarter finns listade i Catalogue of Life.